# جنگاه (تربت جام)
جنگاه (تربت جام)، روستایی از توابع بخش مرکزی شهرستان تربت جام در استان خراسان رضوی ایران است.

## جمعیت
این روستا در دهستان میان‌جام قرار دارد و براساس سرشماری مرکز آمار ایران در سال ۱۳۸۵، جمعیت آن ۸۶۱ نفر (۱۷۰خانوار) بوده‌است.ضمناً این روستا همزمان با شروع جنگ شهیدی به نام تاج محمد پاسبان فرزند حسن را تقدیم نظام مقدس جمهوری اسلامی نموده است و پیکر ایشان در قبرستان روستای جنگاه دفن گردیده است.